# 28788 Hayes-Gehrke
28788 Hayes-Gehrke è un asteroide della fascia principale. Scoperto nel 2000, presenta un'orbita caratterizzata da un semiasse maggiore pari a 2,3892441 au e da un'eccentricità di 0,2219788, inclinata di 3,26219° rispetto all'eclittica.
L'asteroide è dedicato all'astronoma statunitense Melissa Hayes-Gehrke.